# Chlorophorus mushanus
Chlorophorus mushanus là một loài bọ cánh cứng trong họ Cerambycidae.